# Gappa
Gappa (nebo též Daikyojū Gappa) je japonský sci-fi film o stejnojmenných obřích ještěrech, devastujících Japonsko. Natočil jej v roce 1967 režisér Haruyasu Noguchi v produkci Hideo Koi. Film je založen především na speciálních efektech, které ale na počátku 21. století už působí značně naivně.

## Děj
Expedice zjistí na jednom z pacifických ostrovů, že zde domorodci vyznávají podivné božstvo. Po nějaké době objeví v jedné z jeskyní vejce a mládě ještěra. To odvezou s sebou do Japonska. Když rodiče odhalí, že jejich mládě zmizelo, vydají se po stopách expedice. Při svém postupu demolují průmyslovou krajinu. Zbraně jsou proti nim neúčinné. Až na periferii Tokia jim lidé mládě vrátí a nestvůry odletí zpět na svůj ostrov.

## Souvislost s Červeným trpaslíkem
Dospělé příšery Gappa se objevily i v cameo scéně šesté epizody čtvrté série Roztavení sci-fi seriálu / sitcomu Červený trpaslík. Stalo se tak ve scéně, kdy se Kryton a Arnold Rimmer zhmotnili na planetě, která dříve sloužila jako svět s obrovským zábavním parkem, v němž se vyskytují voskoví androidi - tzv. „parafíni“. Kryton s Rimmerem jsou před Gappy nuceni utíkat.